# Algebras and Representation Theory
Algebras and Representation Theory is een internationaal, aan collegiale toetsing onderworpen wetenschappelijk tijdschrift op het gebied van de algebra en de groepentheorie.
De naam wordt in literatuurverwijzingen meestal afgekort tot Algebr. Represent. Th.
Het tijdschrift is opgericht in 1998.
Het wordt uitgegeven door Springer Science+Business Media en verschijnt 6 keer per jaar.